# Rozay-en-Brie
Rozay-en-Brie (prononcé [ʁɔ.ˈzɛ ɑ̃ ˈbʁi]) est une commune française située dans le département de Seine-et-Marne en région Île-de-France.

## Géographie

### Localisation
Rozay-en-Brie est une commune située à 50 km au sud-est de Paris, à 30 km au nord-est de Melun, à 30 km au sud-est de Meaux et à 30 km au nord-ouest de Provins.

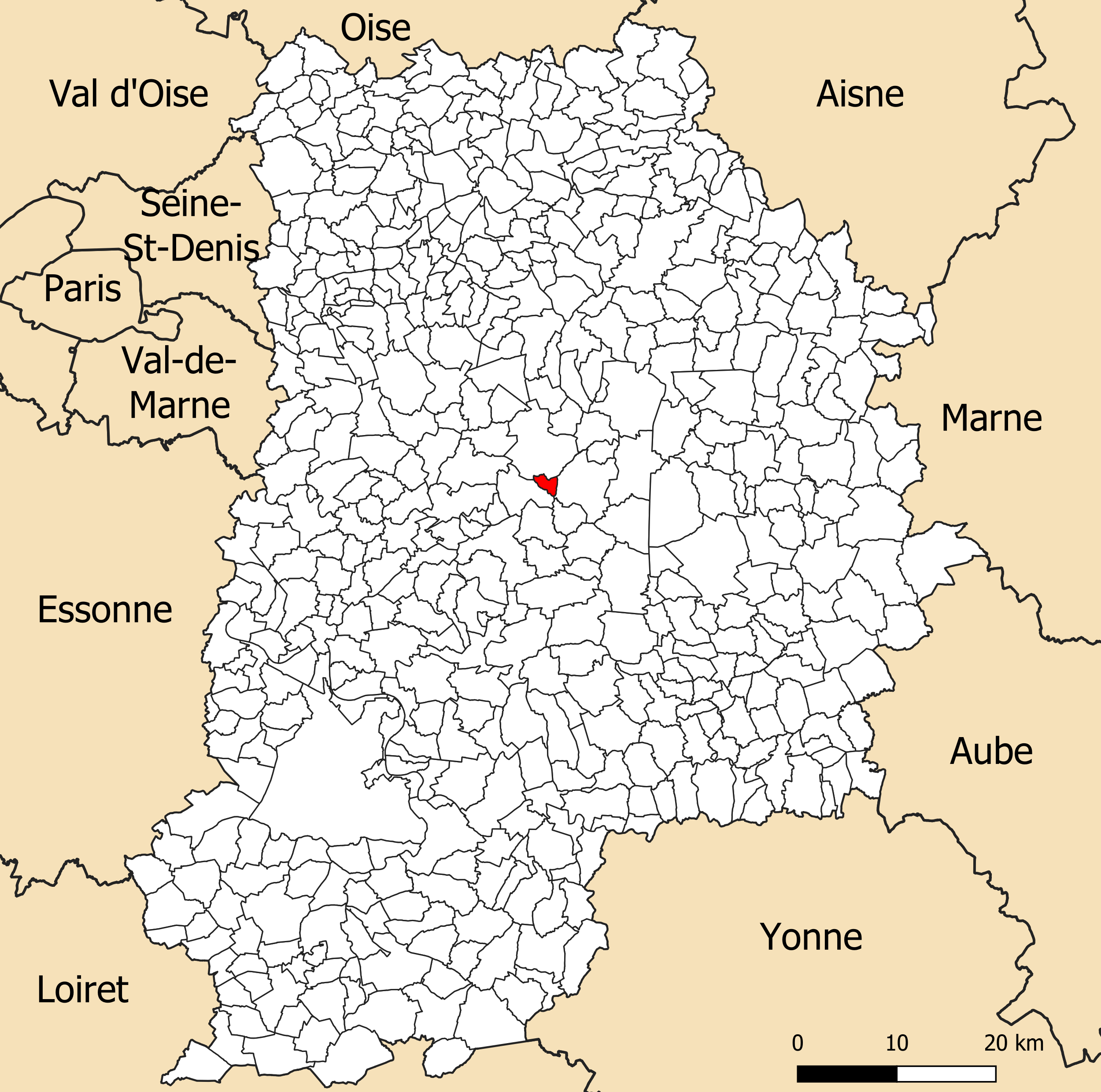
Localisation de la commune de Rozay-en-Brie dans le département de Seine-et-Marne

### Communes limitrophes
|                | Lumigny-Nesles-Ormeaux |          |
|                | Rozay-en-Brie          | Voinsles |
| Bernay-Vilbert |                        |          |

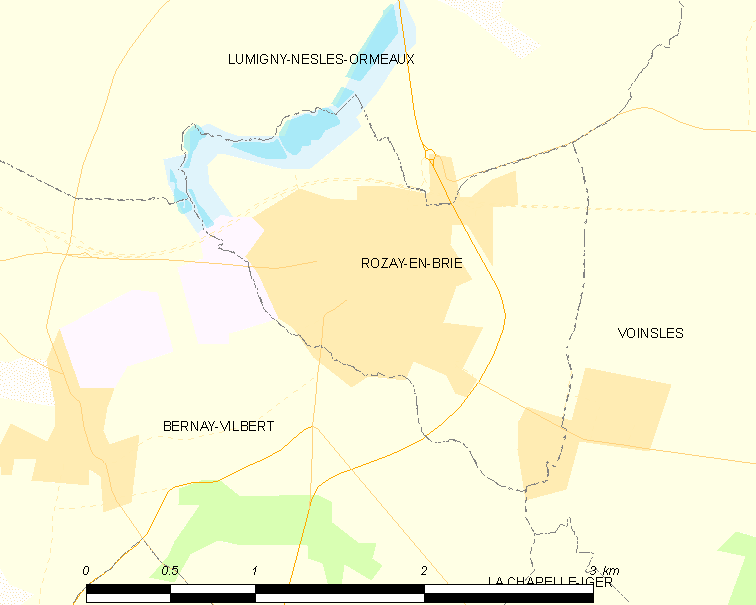
Carte des communes limitrophes de Rozay-en-Brie.

Une borne située sur la place de la mairie rappelle que la commune est au centre géographique du département de Seine-et-Marne. La commune se situe au cœur de la région de la Brie.

### Géologie et relief
La superficie de la commune est de 371 hectares ; l'altitude varie entre 81 et 110 mètres.
L'unique hameau de la commune est Vilpré, situé en bordure de Voinsles. Une partie de la ville est construite sur un terrain en faible déclivité dont le point bas se situe au bord de l'Yerres et le point haut en direction de la mairie et de la porte de Gironde.
La commune de Rozay-en-Brie présente un relief peu marqué, le plateau briard descend en pente douce vers les vallées peu profondes de l'Yerres et de ses affluents. Le paysage est typique de la Brie, dédié aux cultures céréalières en dehors de la ville. Le boisement est discret mais relativement bien réparti sur un territoire communal pour une large part urbanisé.

### Hydrographie

#### Réseau hydrographique

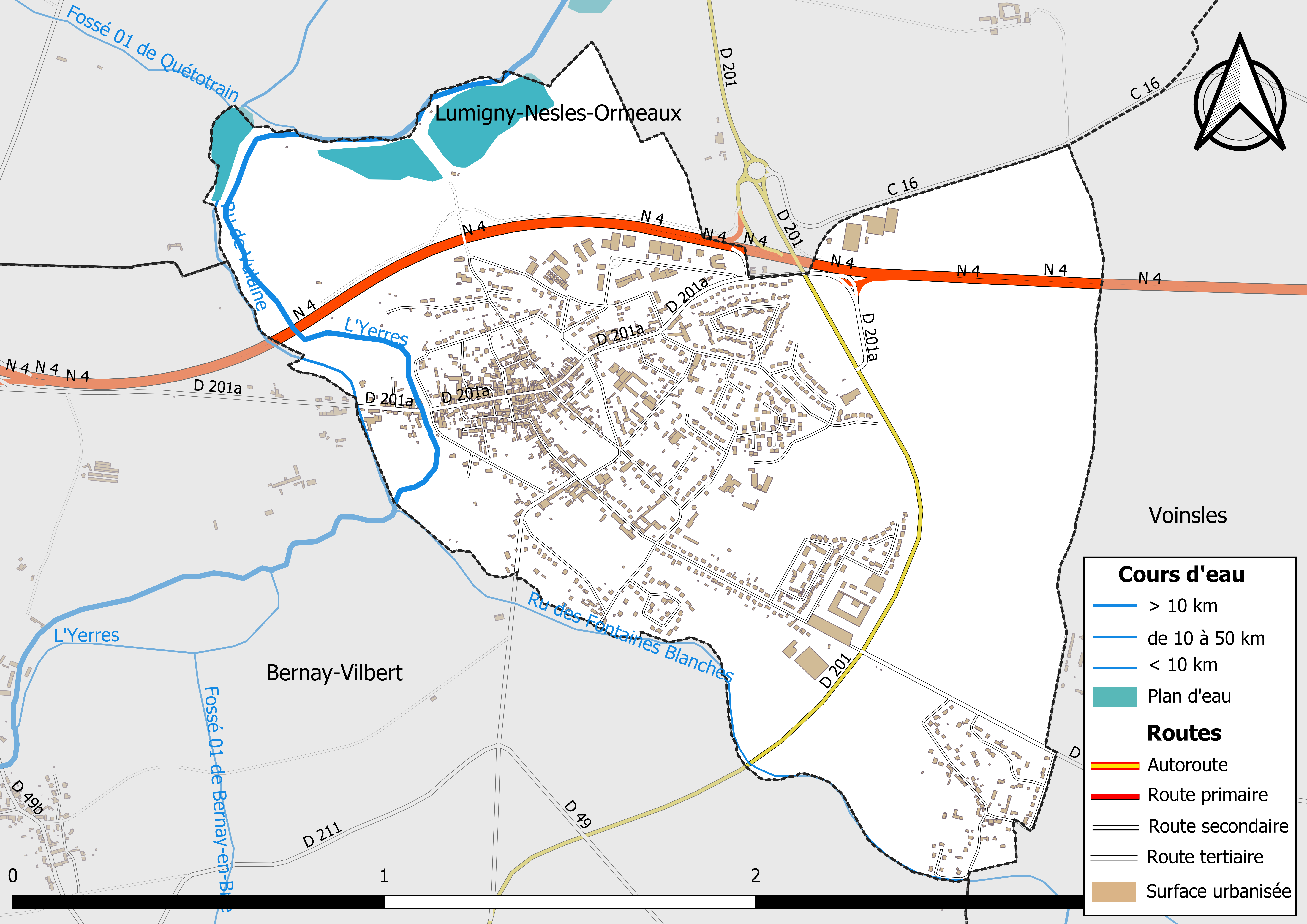
Carte des réseaux hydrographique et routier de Rozay-en-Brie.

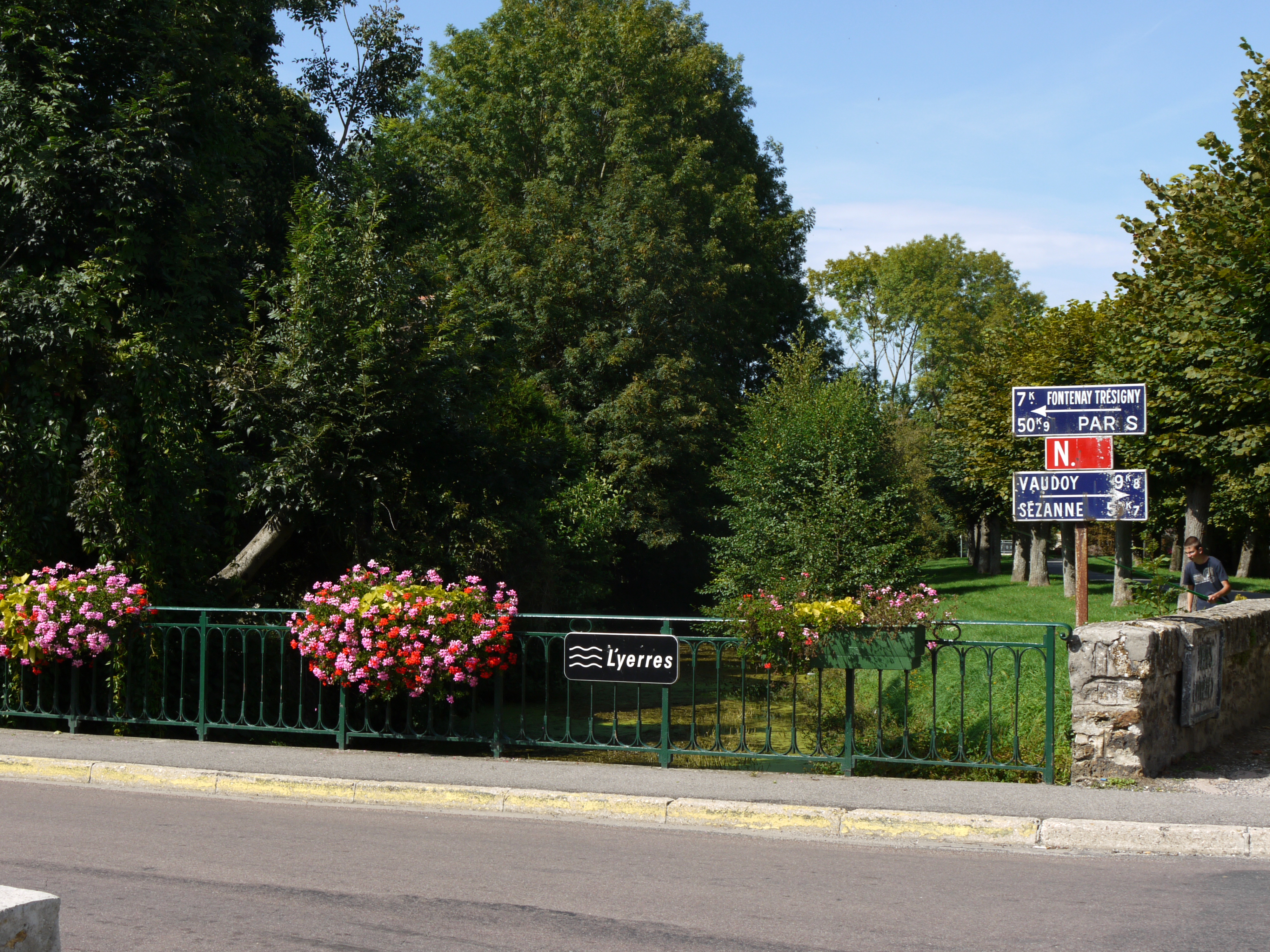
L'Yerres traversant Rozay-en-Brie.

Le territoire est entièrement situé sur le bassin versant de l'Yerres et ses affluents. Cette rivière, longue de 98,23 km, affluent de la Seine, prend sa source à une douzaine de kilomètres au nord.
L'Yerres, ainsi qu'un bras de 0,17 km, sert de limite communale au nord, puis le ru de Vulaine, 5,54 km, affluent en rive droite, à l'ouest de la ville jusqu'à la confluence avec le ru des Fontaines Blanches, affluent en rive gauche qui borde le territoire communal au sud.
Le ru des Fontaines Blanches, 4,94 km, et son affluent le ru de la Tessonnerie prennent leur source dans le bois de Blandureau sur le territoire de Voinsles.
Le ru de Vulaine a un cours parallèle à l'Yerres sur près d'un kilomètre, il prend sa source au bois de Lumigny au nord et donne son nom à la pente de Vulaine et à la prairie de Vulaine.
Le fossé 01 de Quétotrain, canal non navigable de 2,35 km, conflue avec le ru de Vulaine.
La longueur totale de ces cinq cours d'eau référencés sur la commune est de 3,77 km.
L'Yerres irrigue au nord de la ville les étangs des Carreaux dédiés à la pêche et au camping.
La vallée de l'Yerres est relativement pittoresque en rompant de manière douce la monotonie du plateau briard.

#### Gestion des cours d'eau
Afin d’atteindre le bon état des eaux imposé par la Directive-cadre sur l'eau du 23 octobre 2000, plusieurs outils de gestion intégrée s’articulent à différentes échelles : le SDAGE, à l’échelle du bassin hydrographique, et le SAGE, à l’échelle locale. Ce dernier fixe les objectifs généraux d’utilisation, de mise en valeur et de protection quantitative et qualitative des ressources en eau superficielle et souterraine. Le département de Seine-et-Marne est couvert par six SAGE, au sein du bassin Seine-Normandie.
La commune fait partie du SAGE « Yerres », approuvé le 13 octobre 2011. Le territoire de ce SAGE correspond au bassin versant de l’Yerres, d'une superficie de 1 017 km2, parcouru par un réseau hydrographique de 450 kilomètres de long environ, répartis entre le cours de l’Yerres et ses affluents principaux que sont : le ru de l'Étang de Beuvron, la Visandre, l’Yvron, le Bréon, l’Avon, la Marsange, la Barbançonne, le Réveillon. Le pilotage et l’animation du SAGE sont assurés par le syndicat mixte pour l'assainissement et la gestion des eaux du bassin versant de l’Yerres (SYAGE), qualifié de « structure porteuse ».

### Climat
Pour des articles plus généraux, voir Climat de l'Île-de-France et Climat de Seine-et-Marne.
En 2010, le climat de la commune est de type climat océanique dégradé des plaines du Centre et du Nord, selon une étude du CNRS s'appuyant sur une série de données couvrant la période 1971-2000. En 2020, Météo-France publie une typologie des climats de la France métropolitaine dans laquelle la commune est exposée à un climat océanique altéré et est dans la région climatique Nord-est du bassin Parisien, caractérisée par un ensoleillement médiocre, une pluviométrie moyenne régulièrement répartie au cours de l’année et un hiver froid (3 °C).
Pour la période 1971-2000, la température annuelle moyenne est de 10,9 °C, avec une amplitude thermique annuelle de 15,4 °C. Le cumul annuel moyen de précipitations est de 714 mm, avec 11,8 jours de précipitations en janvier et 7,8 jours en juillet. Pour la période 1991-2020, la température moyenne annuelle observée sur la station météorologique la plus proche, située sur la commune de Grandpuits-Bailly-Carrois à 11 km à vol d'oiseau, est de 11,3 °C et le cumul annuel moyen de précipitations est de 704,0 mm,. Pour l'avenir, les paramètres climatiques de la commune estimés pour 2050 selon différents scénarios d'émission de gaz à effet de serre sont consultables sur un site dédié publié par Météo-France en novembre 2022.

### Milieux naturels et biodiversité

#### Réseau Natura 2000

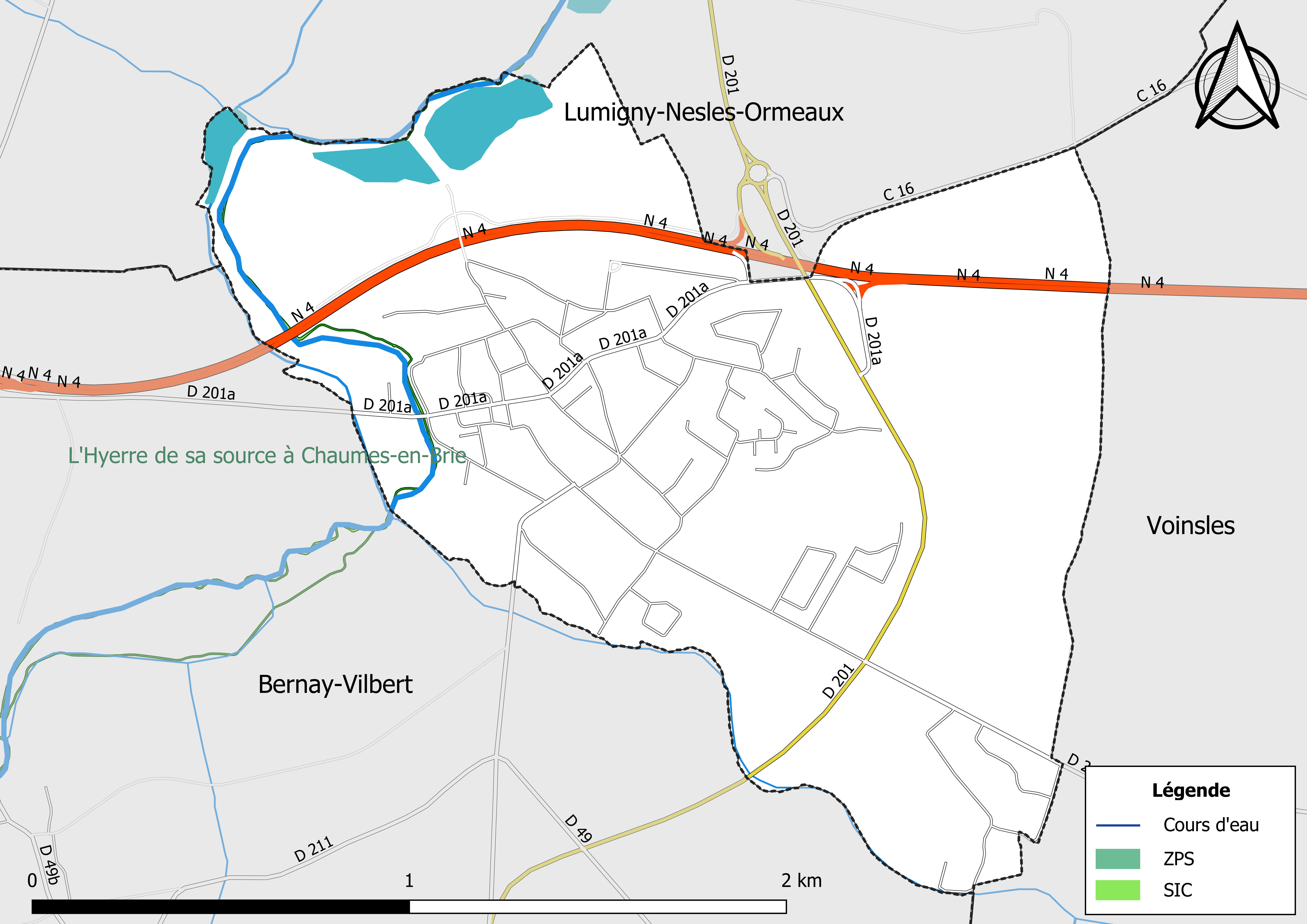
Sites Natura 2000 sur le territoire communal.

Le réseau Natura 2000 est un réseau écologique européen de sites naturels d’intérêt écologique élaboré à partir des Directives « Habitats » et « Oiseaux ». Ce réseau est constitué de Zones spéciales de conservation (ZSC) et de Zones de protection spéciale (ZPS). Dans les zones de ce réseau, les États Membres s'engagent à maintenir dans un état de conservation favorable les types d'habitats et d'espèces concernés, par le biais de mesures réglementaires, administratives ou contractuelles.
Un site Natura 2000 a été défini sur la commune au titre de la « directive Habitats », : 
« L'Yerres de sa source a Chaumes-en-Brie », d'une superficie de 18 ha, un tronçon de 40 km de l'Yerres qui héberge une faune piscicole et une végétation aquatique devenues rares en Ile-de-France,.

## Urbanisme

### Typologie
Au 1er janvier 2024, Rozay-en-Brie est catégorisée bourg rural, selon la nouvelle grille communale de densité à sept niveaux définie par l'Insee en 2022.
Elle appartient à l'unité urbaine de Rozay-en-Brie, une agglomération intra-départementale regroupant deux  communes, dont elle est ville-centre,,. Par ailleurs la commune fait partie de l'aire d'attraction de Paris, dont elle est une commune de la couronne,. Cette aire regroupe 1 929 communes,.

### Occupation des sols
L'occupation des sols de la commune, telle qu'elle ressort de la base de données européenne d’occupation biophysique des sols Corine Land Cover (CLC), est marquée par l'importance des territoires artificialisés (48,1 % en 2018), en augmentation par rapport à 1990 (44 %). La répartition détaillée en 2018 est la suivante : 
zones urbanisées (46,8% ), terres arables (44,2% ), eaux continentales (7,7% ), espaces verts artificialisés, non agricoles (1,3 %).
Parallèlement, L'Institut Paris Région, agence d'urbanisme de la région Île-de-France, a mis en place un inventaire numérique de l'occupation du sol de l'Île-de-France, dénommé le MOS (Mode d'occupation du sol), actualisé régulièrement depuis sa première édition en 1982. Réalisé à partir de photos aériennes, le Mos distingue les espaces naturels, agricoles et forestiers mais aussi les espaces urbains (habitat, infrastructures, équipements, activités économiques, etc.) selon une classification pouvant aller jusqu'à 81 postes, différente de celle de Corine Land Cover,,. L'Institut met également à disposition des outils permettant de visualiser par photo aérienne l'évolution de l'occupation des sols de la commune entre 1949 et 2018.

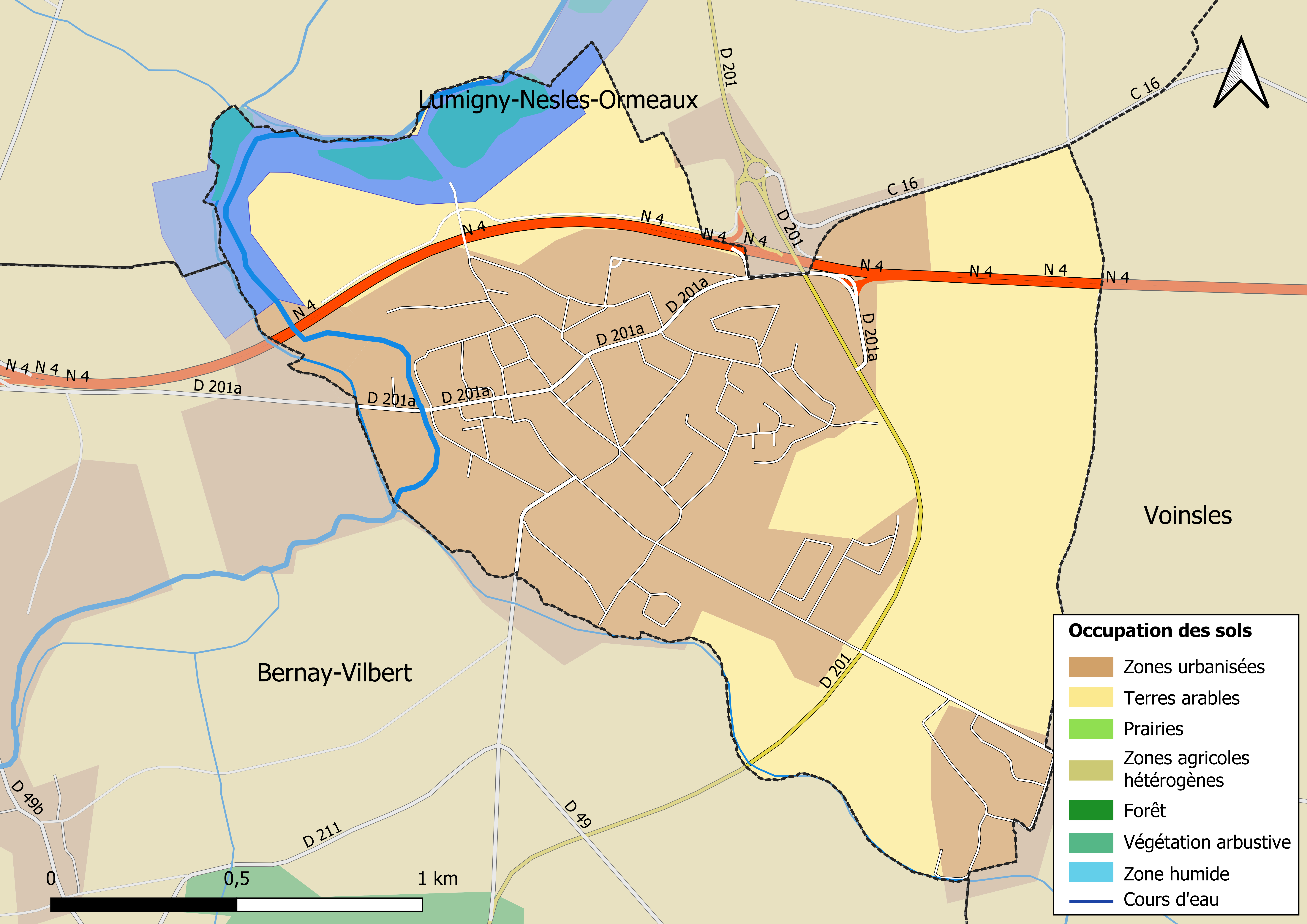
Carte des infrastructures et de l'occupation des sols en 2018 (CLC) de la commune.
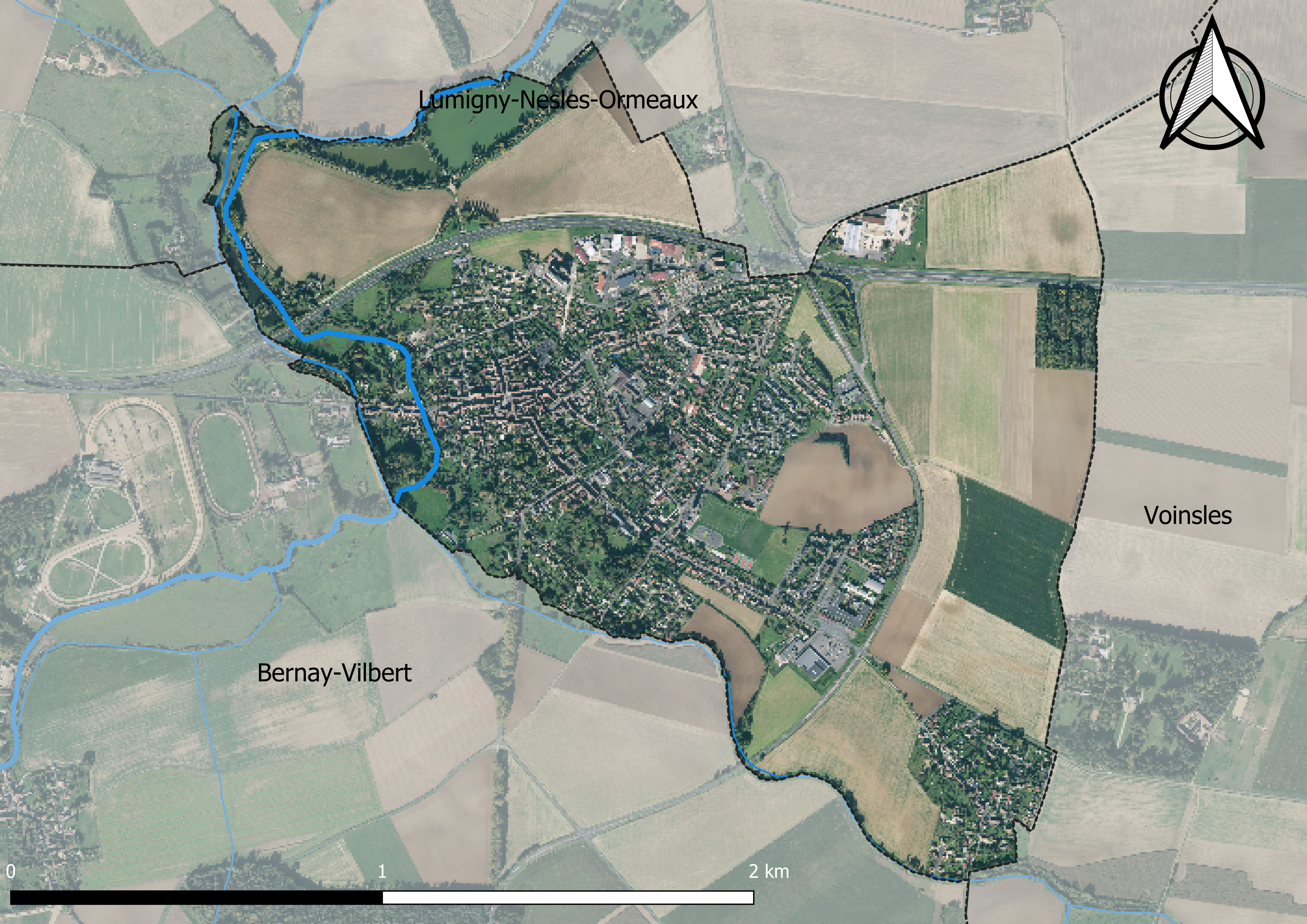
Carte orhophotogrammétrique de la commune.

### Planification
La commune, en 2019, avait engagé l'élaboration d'un plan local d'urbanisme.

### Morphologie urbaine
La vieille ville de Rozay s'est établie en amont direct de la confluence de l'Yerres et du ru des Fontaines Blanches, sur un site propice à l'établissement d'une ville fortifiée. Cette partie historique de la ville est ceinturée par des remparts prenant une forme hexagonale, situés à l'intérieur des boulevards Amiral-Courbet, La Fayette, Thiers et Gambetta, et percés de huit rues.
La densité y est forte, avec des maisons contigües dont certaines remontent au Moyen Âge le long des différentes rues menant au centre situé au niveau de la place de la mairie. Dans cet espace organisé et compartimenté se trouvent des espaces verts et des potagers à l'arrière des maisons.
Au milieu du XIXe siècle, on retrouve quelques habitations hors des remparts le long des routes émanant des trois portes, devenues rue du Général-Leclerc, faubourg de Gironde et rue de Rome.
L'habitat pavillonnaire s'est développé durant la seconde moitié du XXe siècle et se trouve en périphérie à l'ouest, au nord et au sud.
L'unique hameau de la commune est Vilpré, situé en bordure de Voinsles. Il existait déjà au XIXe siècle.
Le hameau de Villeneuvotte, situé à Bernay-Vilbert, est collé à Rozay par la rue du Général-Leclerc, ancienne route nationale 4.

### Logements
En 2011, le nombre total de logements dans la commune était de 1 100, alors qu'il était de 1 047 en 2006.
Parmi ces logements, 89,8 % étaient des résidences principales, 4,3 % des résidences secondaires et 5,9 % des logements vacants. Ces logements étaient pour 64 % d'entre eux des maisons individuelles et pour 30,9 % des appartements.
La proportion des résidences principales, propriétés de leurs occupants était de 61,9 %, stable par rapport à 2006 (61,8 %). La part de logements HLM loués vides (logements sociaux) était toujours inférieure au seuil de 20 % (7,9 % contre 8,8 % en 2006, leur nombre ayant légèrement reculé de 92 à 87).

### Voies et transports

#### Routes et pistes cyclables
Rozay-en-Brie est un nœud routier, desservi par la voie rapide route nationale 4 contournant la ville au nord, la route départementale 201 contournant la ville à l'est (axe nord-sud du centre Seine-et-Marne), et plusieurs autres routes départementale secondaires. La RN 4 fut déviée en 1955 pour la première voie et 1993 pour la seconde voie. Rozay-en-Brie ne possède pas de piste cyclable.

#### Transports en commun

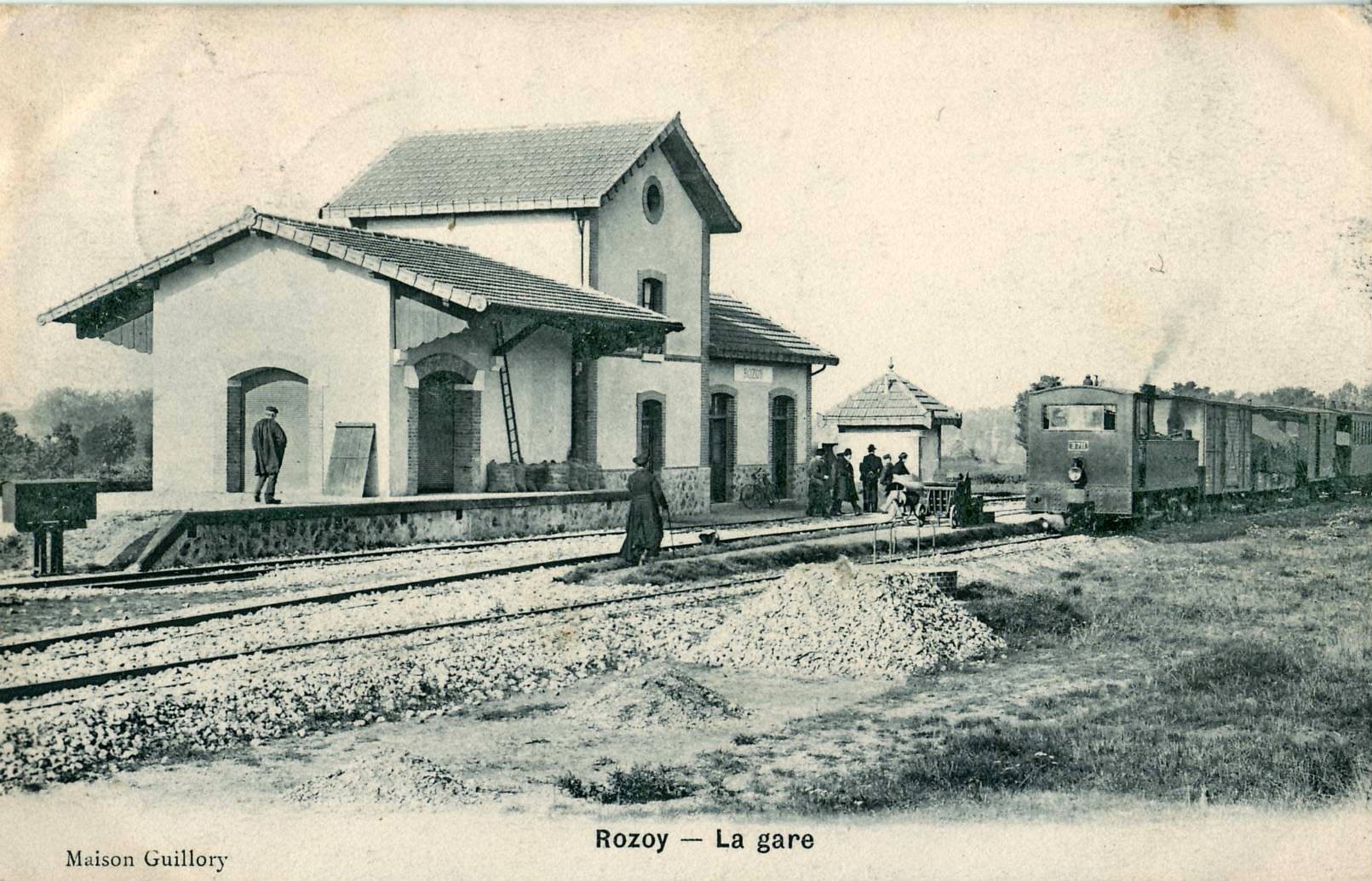
L'ancienne gare.

##### Historique
La ville était reliée à Paris dès le XVIIIe siècle par une grande route rectiligne passant notamment par Tournan et Fontenay. Cette route se terminait à Rozoy et ne sera poursuivie qu'au XIXe siècle à la sortie de la ville. Le Chemin de Rozoy à Sésane ou Grande route de Sésane passait par Voinsles venant de Rozoy et allant vers Vaudoy-en-Brie.
Rozay-en-Brie était située sur la ligne Jouy-le-Châtel - Marles-en-Brie (24 km) du Réseau de Seine-et-Marne, ouverte en 1902. Il s'agissait d'un ancien réseau de chemins de fer à voie métrique, concédé à la Société générale des chemins de fer économiques (SE) connue sous la dénomination des "Tramways de Seine-et-Marne". Le service des voyageurs sera supprimé en 1934 avec transfert sur route, par autocar sur certaines sections. Les marchandises subsisteront jusqu'en 1938.

##### Aujourd'hui
La commune de Rozay-en-Brie se situe dans la zone 5 du réseau de transports d'Île-de-France. Elle est desservie par les lignes 10, 21, 24 et 34 du réseau de bus du Pays Briard, ainsi que le Proxibus Val Bréon. Elle est située à proximité des gares de Marles-en-Brie, Verneuil-l'Étang et Mormant pour la ligne P du Transilien et de Tournan pour le RER E.

## Toponymie
Le nom de la localité est attesté sous les formes latinisées Rosetum en 1017,, Roseyum en 1153, Rozetum in Bria en 1264, Rosai vers 1222 (Livre des vassaux) et Rosoi vers 1240.
D'un gallo-roman RAUSETU « lieu planté de roseaux », qui a donné l'ancien français rosei, rosoi. Il est basé sur le gallo-roman RAUS d'origine germanique et qui a donné l'ancien français ros « roseau » (d'où le diminutif rosel qui explique la forme roseau), dérivé avec  le suffixe latin collectif -etum (comprendre gallo-roman -ETU, suffixe servant à désigner un ensemble d'arbres ou d'arbustes appartenant à la même espèce, mais jamais utilisé avec un nom de fleur). Ce suffixe se perpétue sous une forme féminine -aie (< gallo-roman -ETA) d'où roseraie, basé sur le nom du rosier, d'étymologie différente (latin rosa « rosier, rose » + suffixe -ier).
Au cours de la Révolution française, la commune porte le nom de Rozoy-l'Unité.
Autrefois orthographiée Rosoy comme l'atteste le Dictionnaire des communes de France et des principaux hameaux en dépendant (1818) qui la situe à cinq lieues de poste de Coulommiers (soit 21,44 km), elle ne porte le nom de Rozay-en-Brie que depuis 1934 lorsque le maire Gilbert Eugène, après délibération du conseil municipal, décida que l'orthographe Rozay-en-Brie doit être définitivement substituée à celle de Rozoy-en-Brie, rosoi étant une forme dialectale plutôt caractéristique de l'oïl septentrional (picard, etc.).

## Histoire

### Préhistoire
Le site de Rozay-en-Brie est probablement occupé depuis la Préhistoire.
Au Néolithique : la forêt (Brigia Sylva) recouvre alors 80 % de la Brie. La chasse et la cueillette sont pratiquées.

### Antiquité
Entre -2500 et -1000, la déforestation est progressive, la population augmente et travaille le cuivre, le bronze, puis le fer ; les terres sont mises en culture.
Durant la période gauloise, le territoire se situe à la limite des peuples celtes des Meldes (Meldi) au nord et des Sénons (Senones) au sud. C'est un lieu de passage entre l'oppidum sénon de Metlosédum (Melun) et la capitale melde Iantinum (Meaux). Non loin se trouvait la possible agglomération antique de Lumigny bâtie sur une butte de sable proéminente.
Durant la période gallo-romaine, les cités de Meaux (Meldès) et Melun (Melodunum) se développent, bien situées sur les berges de la Seine et de la Marne. Un diverticule de la future via Agrippa permettait de relier les deux cités par les environs de Rozay-en-Brie. La via Agrippa passait à Châteaubleau (Riobé) et à Chailly-en-Brie en remontant vers Meaux. Les voies antiques ont perduré les siècles suivants sous le nom de Chemin Paré.
Au Ve siècle, la civilisation gallo-romaine décline, la Gaule passe ensuite sous la domination des Francs.

### Moyen Âge
Jusqu'au Xe siècle, Rozay-en-Brie (Rosoy) est une ville souterraine composée de caves et de souterrains dont certains, selon la légende, iraient jusqu'à Provins.
Dès 1017, l'église de Rozay est confiée aux chanoines de Paris par l'évêque de Meaux. L'édifice actuel est construit à partir du XIIe siècle. Ce sont les chanoines du chapitre cathédral de Paris qui assument la seigneurie de Rozay/Rosoy jusqu'à la Révolution.
La région correspond à la zone frontière de 5 à 15 kilomètres de large, située entre le comté de Champagne, le domaine royal de l'Île-de-France et le chapitre de Paris.
Elle est mise en valeur aux XIIe siècle et XIIIe siècle, à l'image de Villeneuve-le-Comte, à l'époque des défrichements de la forêt briarde et du développement des foires. La charte de défrichement de « Rozetum in Bria » date de 1225.
Possédant une compagnie d'arquebusiers, Rozay devient au Moyen Âge un centre commercial florissant avec des marchés et des foires. Certaines rues portent les noms de cette époque : rue aux Fromages, rue des Porcelets, rue de la Haranderie, place du Marché-au-Blé. Le bourg de Rozay est alors entouré de fortifications (remparts avec tourelles et portes).
Rozay se situait sur la route de pèlerinage menant à Rome. Le grand chemin de Fontenay à Rozay était appelé chemin de Rome. Cette route venant de Paris, qui se poursuit vers Troyes par Provins, est vraisemblablement utilisée par les marchands qui se rendent aux célèbres foires de Champagne et par les pèlerins.
En 1314, lorsque Louis le Hutin succède à son père Philippe le Bel, la ville est définitivement rattachée au royaume de France. Elle se situera jusqu’à la Révolution à la limite des provinces d’Île-de-France et de Champagne.
En 1358, la Brie est soulevée par la Grande Jacquerie lors de la Guerre de Cent Ans.

### Époque moderne
Le couvent des dominicaines est fondé en 1648. Ses lettres de patente, datées de janvier 1656, sont confirmées en février 1673 puis jusqu'en janvier 1792, année où le conseil municipal demande la translation des religieuses pour loger la brigade de gendarmerie dans leurs locaux.
Les douves des fortifications sont comblées au début du XVIIIe siècle. Des routes rectilignes sont tracées, notamment vers Fontenay-en-Brie et Paris.

### Époque contemporaine
La Révolution française en 1789 met fin à l'Ancien Régime. Le département de Seine-et-Marne est créé le 4 mars 1790 en application de la loi du 22 décembre 1789, à partir d'une partie des provinces d'Île-de-France et de Champagne. Rozay n'eut que 231 suffrages et Melun qui en avait recueilli 239 devint la préfecture. Rozay devint chef-lieu de district. En 1795, le district disparut et Rozay devint chef-lieu de canton.
En 1792, la Terreur sévit dans la Brie.
En 1814, sont remportées les victoires de Mormant (17 février 1814) et de Montereau (18 février 1814) sur les troupes coalisées.
En 1815-1818, la Brie se trouve dans la zone d’occupation russe.
En 1870-1871 se déroule la guerre franco-allemande. Du 11 septembre 1870 au 16 septembre 1870, la Brie est occupée par les Prussiens. En septembre 1871, les troupes d'occupation allemandes quittent la Brie.
Le bourg fut desservi, de 1902 à 1938, par la ligne de chemin de fer secondaire à voie métrique du réseau de Seine-et-Marne des Économiques, de Jouy-le-Châtel à Marles-en-Brie.
Lors de la Première Guerre mondiale, du 6 septembre 1914 au 13 septembre 1914, la première bataille de la Marne aux portes de Meaux et de Coulommiers se soldera par une victoire des alliés français et anglais.
Lors de la Seconde Guerre mondiale, en juin 1940 à la défaite de la France, l’exode remplit les routes. Le 14 juin 1940, en pleine débâcle de l'armée française, la Wehrmacht fait son entrée à Rozay-en-Brie. La ville sera libérée le 27 août 1944 à la suite de l'offensive du général Patton.

## Politique et administration

### Situation administrative
Dans le cadre du redécoupage cantonal de 2014 en France, Fontenay-Trésigny est devenu le chef-lieu du canton de Fontenay-Trésigny qui regroupe 33 communes et 49 804 habitants. Le redécoupage a pris effet en mars 2015, lors du renouvellement général des assemblées départementales.
Le canton de Fontenay-Trésigny se situe dans le département de Seine-et-Marne qui a pour chef-lieu la ville de Melun. Le canton de Fontenay-Trésigny est composé de communes appartenant aux arrondissements de Provins (17 communes), Melun (13 communes) et Meaux (3 communes). Rozay-en-Brie appartient à l'arrondissement de Provins, le plus étendu mais le second moins peuplé et le moins dense du département. Cet arrondissement de 9 ancien cantons et 165 communes comptait 161 849 habitants en 2012.
Rozay-en-Brie était jusqu'alors le chef-lieu du canton de Rozay-en-Brie, qui comprenait 22 communes et comptait 25 985 habitants en 2012. Fontenay-Trésigny était la commune la plus peuplée du canton, loin devant Rozay-en-Brie qui compte près de la moitié de sa population. Le canton de Rozay-en-Brie faisait partie de l’arrondissement de Provins. De 1790 à 1795, Rosay a été le chef lieu du district de Rosoy. De 1800 à 1926, la commune et le canton de Rozay-en-Brie appartenaient à l'arrondissement de Coulommiers, puis de 1926 à 2005 à l'arrondissement de Melun avant de passer à l'arrondissement de Provins en 2006.

### Tendances politiques et résultats
Longtemps marquée par les rapports sociaux découlant de la propriété foncière, la Seine-et-Marne est, de manière générale, un département de tradition plutôt conservatrice, même si elle a été rapidement, sous la Troisième République, gagnée aux idées républicaines. Cette tradition conservatrice se manifeste notamment dans les arrondissements ruraux de Seine-et-Marne, où sont régulièrement élus des candidats issus des partis de droite.
Lors des élections départementales de 2015, Jean-Jacques Barbaux (maire de Neufmoutiers-en-Brie et conseiller général sortant du canton de Rozay-en-Brie) et Daisy Luczak (maire de Courquetaine), binôme UMP, ont été élus conseillers départementaux au second tour pour le canton de Fontenay-Trésigny. Jean-Jacques Barbaux a été ensuite élu président du conseil départemental de Seine-et-Marne.
Rozay-en-Brie fait partie de la communauté de communes les Sources de l'Yerres qui regroupe neuf communes adhérentes au 1er janvier 2014.

### Liste des maires

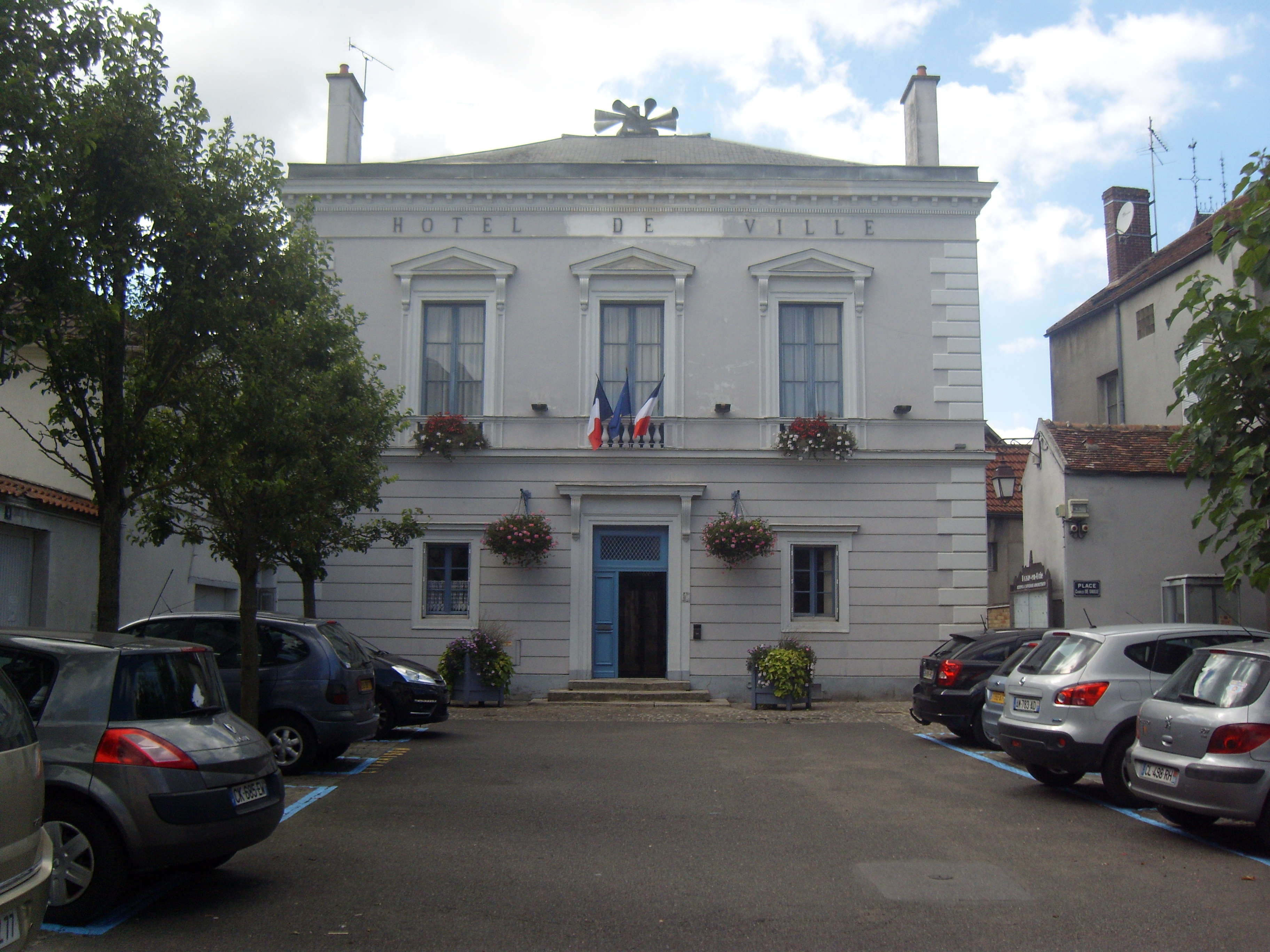
L'hôtel de ville.

Depuis 1959, cinq maires se sont succédé à Rozay-en-Brie :
| Période   | Période                   | Identité        | Étiquette | Qualité                                                   |
| --------- | ------------------------- | --------------- | --------- | --------------------------------------------------------- |
| mars 1959 | 1966                      | Raymond Bizière |           | Chef d'entreprise                                         |
| 1966      | avril 1986 (décès)        | Jacques Picard  | RPR       | Médecin Conseiller général de Rozay-en-Brie (1979 → 1986) |
| juin 1986 | mars 2001                 | Michel Bonnard  |           | Plombier                                                  |
| mars 2001 | mars 2008                 | Francis Lemaire | DVD       | Chauffagiste                                              |
| mars 2008 | En cours (au 26 mai 2020) | Patrick Percik  | UMP-LR    | Artisan maçon Réélu pour le mandat 2020-2026              |

L'hôtel de ville fut construit en 1840 sur l’emplacement de l’ancienne halle, démolie le 17 mai 1840.

### Instances judiciaires et administratives
Rozay-en-Brie relève du tribunal d'instance de Meaux, du tribunal de grande instance de Meaux, de la cour d'assises de Melun, de la cour d'appel de Paris, du tribunal pour enfants de Meaux, du conseil de prud'hommes de Meaux, du tribunal de commerce de Meaux, du tribunal administratif de Melun et de la cour administrative d'appel de Paris.

### Intercommunalité
Rozay-en-Brie fait partie de la communauté de communes du val Briard.

### Jumelages
La commune de Rozay-en-Brie n'est jumelée avec aucune autre commune.

## Équipements et services

### Eau et assainissement
L’organisation de la distribution de l’eau potable, de la collecte et du traitement des eaux usées et pluviales relève des communes. La loi NOTRe de 2015 a accru le rôle des EPCI à fiscalité propre en leur transférant cette compétence. Ce transfert devait en principe être effectif au 1er janvier 2020, mais la loi Ferrand-Fesneau du 3 août 2018 a introduit la possibilité d’un report de ce transfert au 1er janvier 2026,.

#### Assainissement des eaux usées
En 2020, la commune de Rozay-en-Brie gère le service d’assainissement collectif (collecte, transport et dépollution) en régie directe, c’est-à-dire avec ses propres personnels.
L’assainissement non collectif (ANC) désigne les installations individuelles de traitement des eaux domestiques qui ne sont pas desservies par un réseau public de collecte des eaux usées et qui doivent en conséquence traiter elles-mêmes leurs eaux usées avant de les rejeter dans le milieu naturel. La communauté de communes Val Briard (CCVB) assure pour le compte de la commune le service public d'assainissement non collectif (SPANC), qui a pour mission de vérifier la bonne exécution des travaux de réalisation et de réhabilitation, ainsi que le bon fonctionnement et l’entretien des installations,.

#### Eau potable
En 2020, l'alimentation en eau potable est assurée par la commune qui en a délégué la gestion à l'entreprise Suez, dont le contrat expire le 31 décembre 2019,.

## Population et société

### Démographie
La population de Rozay-en-Brie était de 2 770 habitants en 2011. La densité de population de Rozay-en-Brie est de 873,82 habitants par km². Le nombre de logements a été estimé à 1 169 en 2010 ; ces logements de Rozay-en-Brie se composent de 1 075 résidences principales, 20 résidences secondaires ou occasionnels ainsi que 97 logements vacants.
L'évolution du nombre d'habitants est connue à travers les recensements de la population effectués dans la commune depuis 1793. Pour les communes de moins de 10 000 habitants, une enquête de recensement portant sur toute la population est réalisée tous les cinq ans, les populations de référence des années intermédiaires étant quant à elles estimées par interpolation ou extrapolation. Pour la commune, le premier recensement exhaustif entrant dans le cadre du nouveau dispositif a été réalisé en 2008.

En 2022, la commune comptait 2 840 habitants, en évolution de −0,21 % par rapport à 2016 (Seine-et-Marne : +3,92 %, France hors Mayotte : +2,11 %).
| 1793  | 1800  | 1806  | 1821  | 1831  | 1836  | 1841  | 1846  | 1851  |
| ----- | ----- | ----- | ----- | ----- | ----- | ----- | ----- | ----- |
| 1 600 | 1 450 | 1 370 | 1 417 | 1 383 | 1 456 | 1 513 | 1 420 | 1 502 |

| 1856  | 1861  | 1866  | 1872  | 1876  | 1881  | 1886  | 1891  | 1896  |
| ----- | ----- | ----- | ----- | ----- | ----- | ----- | ----- | ----- |
| 1 417 | 1 489 | 1 568 | 1 548 | 1 593 | 1 569 | 1 531 | 1 368 | 1 390 |

| 1901  | 1906  | 1911  | 1921  | 1926  | 1931  | 1936  | 1946  | 1954  |
| ----- | ----- | ----- | ----- | ----- | ----- | ----- | ----- | ----- |
| 1 354 | 1 406 | 1 246 | 1 079 | 1 108 | 1 120 | 1 127 | 1 214 | 1 338 |

| 1962  | 1968  | 1975  | 1982  | 1990  | 1999  | 2006  | 2008  | 2013  |
| ----- | ----- | ----- | ----- | ----- | ----- | ----- | ----- | ----- |
| 1 483 | 1 521 | 1 768 | 1 914 | 2 380 | 2 613 | 2 703 | 2 721 | 2 863 |

| 2018  | 2022  | - | - | - | - | - | - | - |
| ----- | ----- | - | - | - | - | - | - | - |
| 2 807 | 2 840 | - | - | - | - | - | - | - |

### Enseignement
Rozay-en-Brie est située dans l'académie de Créteil.
La ville dispose de quatre établissements scolaires allant de la maternelle au lycée :

- une école maternelle,

- une école élémentaire,

- le collège des Remparts qui accueille 720 élèves,

- le lycée La Tour-des-Dames qui accueille 940 élèves.

### Manifestations culturelles et festivités
- Fête de l’Épouvantail à Rozay-en-Brie. Le troisième dimanche du mois d'octobre[63].

### Santé
La ville compte une maison de retraite EHPAD ainsi qu'un institut médico-éducatif.
Les hôpitaux les plus proches sont le centre hospitalier de Coulommiers et la clinique privée de Tournan-en-Brie.

### Sécurité

#### Police - gendarmerie
Rozay-en-Brie dispose d'une brigade territoriale autonome de la gendarmerie nationale située à l'extrémité du chemin des Étangs.

#### Sapeurs-pompiers
Rozay-en-Brie dispose d'un centre d'intervention et de secours situé sur le contournement est de la ville.

### Sports

#### Activités
Rozay-en-Brie compte une douzaine d'associations sportives couvrant une grande variété de sports et culturel. La ville gère une école multisports.

#### Équipements sportifs
La ville dispose d'un espace municipal avec terrain de football, de tennis et de basket-ball.

### Médias
La ville dispose d'une bibliothèque également école de musique.
Le quotidien régional Le Parisien, dans son édition locale Seine-et-Marne, ainsi que le bi-hebdomadaire Le Pays Briard relatent les informations locales.
La commune est en outre dans le bassin d’émission des chaînes de télévision France 3 Paris Île-de-France Centre et d'IDF1.
L’information institutionnelle est assurée par plusieurs publications périodiques : le Journal de la Communauté de Communes des Sources de l'Yerres ; Seine-et-Marne Magazine, mensuel diffusé par le conseil général de Seine-et-Marne et le Journal du Conseil régional, bimensuel diffusé par le conseil régional d'Île-de-France.

### Cultes
La commune de Rozay-en-Brie fait partie de la paroisse catholique « Pôle missionnaire de Mormant » au sein du diocèse de Meaux. Elle dispose de l'église Notre-Dame-de-la-Nativité.

## Économie

### Revenus de la population et fiscalité
En 2017, le nombre de ménages fiscaux de la commune était de 1 132 (dont 62 % imposés), représentant 2 824 personnes et la  médiane du revenu disponible par unité de consommation  de 23 350 euros.

### Emploi
En 2017 , le nombre total d’emplois dans la zone était de 1 105, occupant 1 259 actifs  résidants.
Le taux d'activité de la population (actifs ayant un emploi) âgée de 15 à 64 ans s'élevait à 70,2 % contre un taux de chômage de 7 %.
Les 22,8 % d’inactifs se répartissent de la façon suivante : 9,6 % d’étudiants et stagiaires non rémunérés, 6,7 % de retraités ou préretraités et 6,5 % pour les autres inactifs.
La commune de Rozay-en-Brie fait partie de la zone d’emploi de Melun.

### Entreprises et commerces
En 2017, le nombre d'établissements actifs était de 100 dont 
2 dans l'agriculture-sylviculture-pêche, 7 dans l’industrie, 12 dans la construction, 62 dans le commerce-transports-services divers et 17  étaient relatifs au secteur administratif.
Ces établissements ont pourvu 1 029 postes salariés.
En 2019,  22 entreprises ont été créées sur le territoire de la commune, dont 16 individuelles.
Au 1er janvier 2020, la commune ne possédait aucun hôtel  mais 2 terrains de camping disposant de 101 emplacements.

#### Zones d'activité
Rozay-en-Brie compte une zone industrielle située au nord, limitée par la route nationale 4 contournant la ville.
Une petite zone commerciale se trouve à la sortie de la ville en direction de Pécy, avec un Carrefour Market (anciennement Simply Market), un Mr Bricolage et plusieurs commerces.

#### Commerces
La vie commerçante de Rozay-en-Brie se concentre principalement le long de la rue du Général-Leclerc, à la fois axe historique majeur et vitrine de la ville.

### Agriculture
Rozay-en-Brie est dans la petite région agricole dénommée la « Brie centrale », une partie de la Brie autour de Mormant. En 2010, l'orientation technico-économique de l'agriculture sur la commune est la culture de céréales et d'oléoprotéagineux (COP).
Si la productivité agricole de la Seine-et-Marne se situe dans le peloton de tête des départements français, le département enregistre un double phénomène de disparition des terres cultivables (près de 2 000 ha par an dans les années 1980, moins dans les années 2000) et de réduction d'environ 30 % du nombre d'agriculteurs dans les années 2010. Cette tendance n'est pas confirmée au niveau de la commune qui voit le nombre d'exploitations rester constant entre 1988 et 2010. Parallèlement, la taille de ces exploitations augmente, passant de 68 ha en 1988 à 163 ha en 2010.
Le tableau ci-dessous présente les principales caractéristiques des exploitations agricoles de Rozay-en-Brie, observées sur une période de 22 ans : 
|                                      | 1988 | 2000 | 2010 |
| ------------------------------------ | ---- | ---- | ---- |
| Dimension économique,                |      |      |      |
| Nombre d’exploitations (u)           | 5    | 2    | 5    |
| Travail (UTA)                        | 6    | 3    | 7    |
| Surface agricole utilisée (ha)       | 340  | 310  | 816  |
| Cultures                             |      |      |      |
| Terres labourables (ha)              | 334  | s    | 816  |
| Céréales (ha)                        | 249  | s    | s    |
| dont blé tendre (ha)                 | 164  | s    | 378  |
| dont maïs-grain et maïs-semence (ha) | 62   | s    | 55   |
| Tournesol (ha)                       | 25   |      |      |
| Colza et navette (ha)                | 0    | s    | 69   |
| Élevage                              |      |      |      |
| Cheptel (UGBTA)                      | 12   | 0    | 0    |

## Culture locale et patrimoine

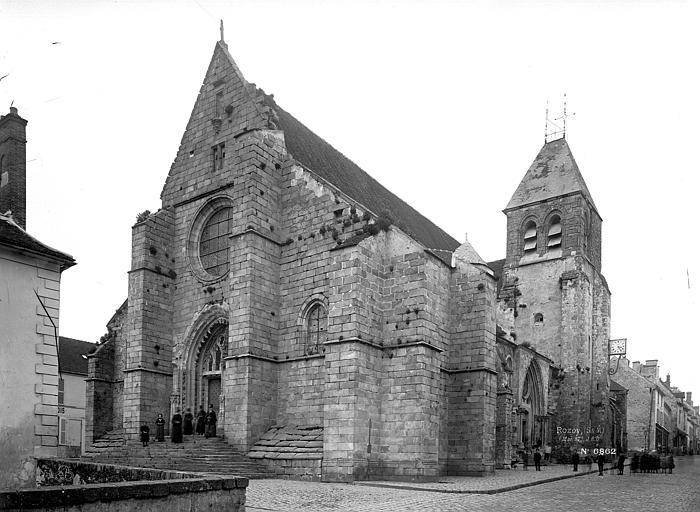
L'église Notre-Dame.

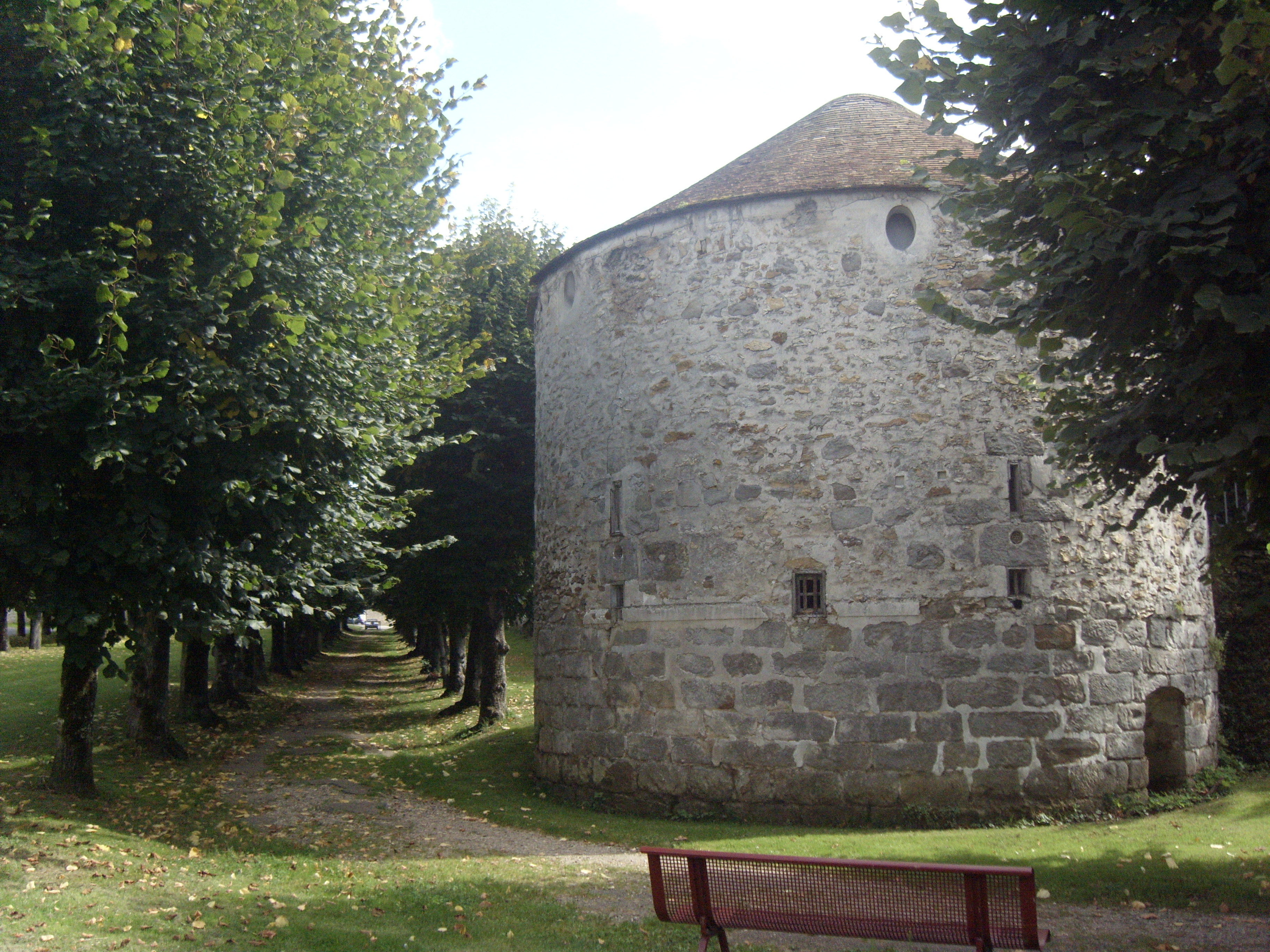
Tour d'angle des remparts.

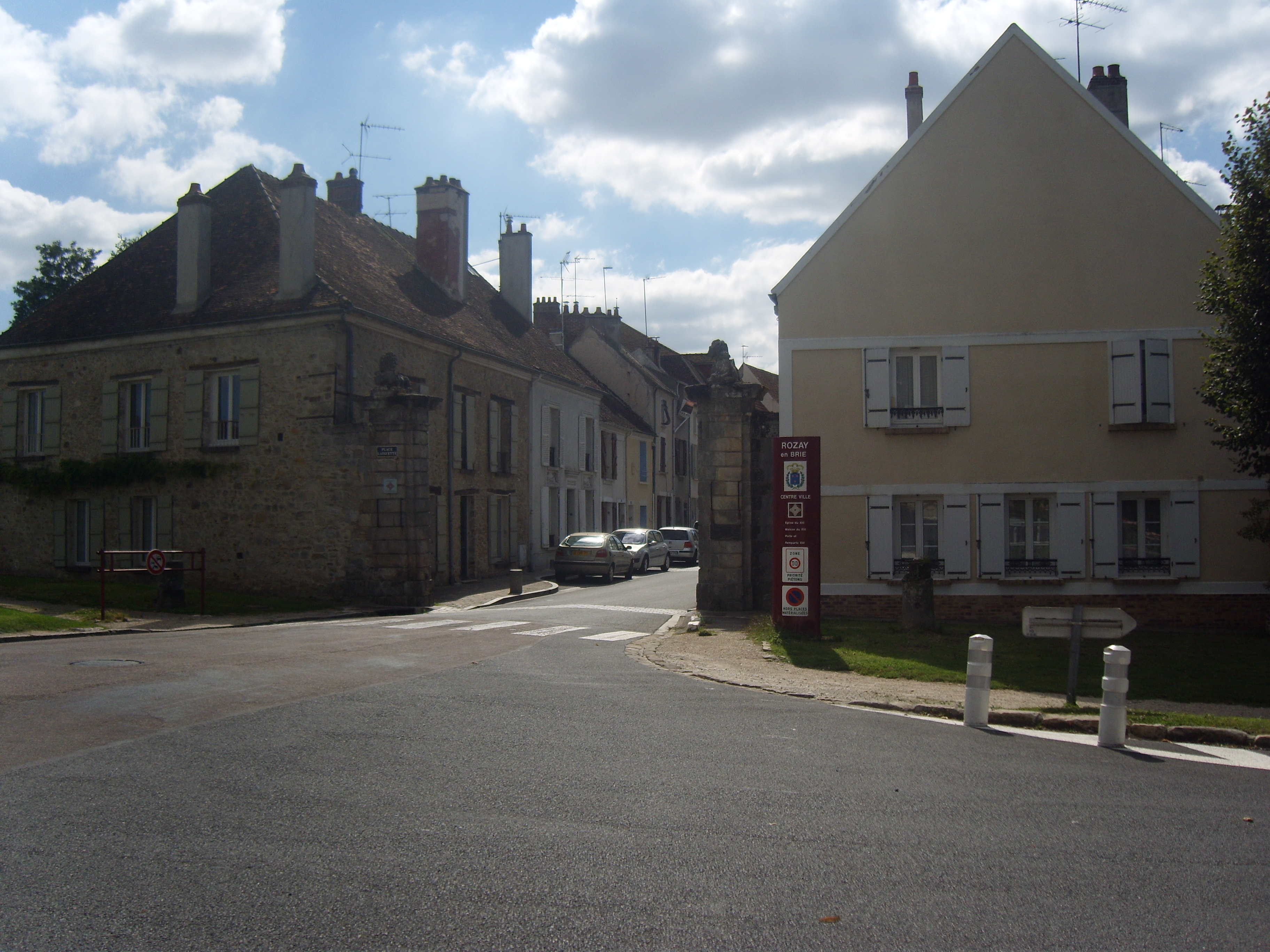
Porte de Gironde.

### Lieux et monuments remarquables

#### Église Notre-Dame-de-la-Nativité
L'église Notre-Dame de la Nativité est un édifice imposant. Elle a été classée monument historique par liste de 1862.
Sa construction a commencé à partir du XIIe siècle. Le clocher, de style roman, date de cette époque. Elle a été transformée au siècle suivant : adjonction de la nef, du bas-côté nord et remaniée et restaurée jusqu'au XIXe siècle.
Le portail ouest, mariage entre style gothique flamboyant et style Renaissance, a été restauré à partir de 1998. Sur un contrefort côté rue du Général-Leclerc on peut voir une pierre gravée avec une marque de compagnonnage datée de 1517, date de l'achèvement de la partie sud de l'édifice.
À l'intérieur, peuvent être perçus une "Vierge à l'Enfant" en marbre blanc sculptée par Germain Pilon, une huile sur panneau en bois représentant saint Jérôme écrivant ses mémoires, "la délivrance de saint Pierre" huile sur toile du XVIIe siècle (M.H. 1984).

#### Orgue
Construits par Louis-Alexandre Clicquot au XVIIIe siècle, reconstruit entre 1930 et 1933 par Gabriel d'Alençon; le grand orgue et le positif, constitués de 2 000 tuyaux ont été remis en état de 1989 à 1996. Le positif, datant de 1723, est attribué au facteur d'orgue Deslandes et, à la mort de celui-ci, la partie instrumentale aurait été confiée à Nicolas Collard ou à L. A. Clicquot. Le buffet d'orgue, daté de 1737, aurait ainsi pu être conçu par ces derniers.

#### Maisons à colombages et à encorbellements
Il subsiste cinq maisons à colombages à Rozay-en-Brie.

#### Fortifications
Rozay était entouré de remparts dont il reste d'importants vestiges. Sur les treize tourelles d'origine, il en reste huit. Trois portes donnaient accès à l'intérieur de la cité. Les portes de Rome et de Gironde qui subsistent ont été classés monuments historiques en 1935. Les anciens fossés sont comblés et, plantés d'arbres et de pelouse, offrent des lieux de promenade.

### Personnalités liées à la commune
- Pascal Amoyel (1971), compositeur et pianiste, né à Rozay-en-Brie.
- Nicolas Michel Chevreau (né vers 1766), militaire
- Claudine de Culam (1585-1601), domestique condamnée à mort.
- Jean-Claude Defrance (1742-1807), médecin à Rozay-en-Brie, député à la Convention nationale (1792). Les 15 et 16 janvier 1793, il était présent pour répondre aux questions posées lors du procès de Louis XVI. Il n'a pas voté la peine de mort. Le roi sera guillotiné le 21 janvier 1793.
- Christian Jacob (1959), président du groupe UMP à l'Assemblée nationale, né à Rozay-en-Brie.
- Sébastien Japrisot (1931-2003), écrivain et cinéaste, a résidé plusieurs années dans la commune[80].
- Jacques Denis Louis Leberton (1754-1846), colonel de la Révolution et de l'Empire né à Rozay-en-Brie et mort à Paris.
- Jules Oudot (1861-1925), auteur dramatique, mort à Rozay-en-Brie.
- Noël Pruneau (1749-1802), dessinateur et graveur sur cuivre, mort à Rozay-en-Brie.
- Nicolas-Michel Quatresolz de Marolles (1733-1818), chevalier de Saint-Louis, à Marolles. Député à l'Assemblée législative (1791), Président de l'administration du district de Rozay-en-Brie.
- Henri Simon (1922-2024), né à Rozay-en-Brie, résistant au sein des FFI de la commune, militant marxiste, auteur de plusieurs ouvrages.
- Ivan Tourgueniev (1818–1883), l'un des plus grands écrivains, romanciers, nouvellistes et dramaturges russes. Il vécut longtemps à Rozay-en-Brie avec le couple Viardot et sa fille adoptée par le couple. Comme tous les grands écrivains russes, il était un parfait francophone et écrivait aussi des nouvelles en français. Ami des plus grands auteurs russes et français de son époque, il illustre ce lien charnel, affectif, sentimentale, viscérale même entre ces deux nations européennes qui encadrent l'Europe des Antilles à Vladivostok.

### Héraldique, logotype et devise
| Blason de Rozay-en-Brie | Blason  | D'argent à trois roses de gueules sur fond sablé bleu azur Ornements extérieursLes roses sont surmontées d'une couronne de comte. Une banderole portant les mots Rosa Inter Flores domine le tout. L'écu est accolé de deux branches de laurier croisées au-dessous. Devise / CriRosa Inter Flores |
| Blason de Rozay-en-Brie | Détails | Les roses et la couronne de comte remontent au comté de Champagne. Blason mentionné en 1782 au fronton de l'ancienne porte de Rome. Blason officiel de la commune. |